# 퇴네르

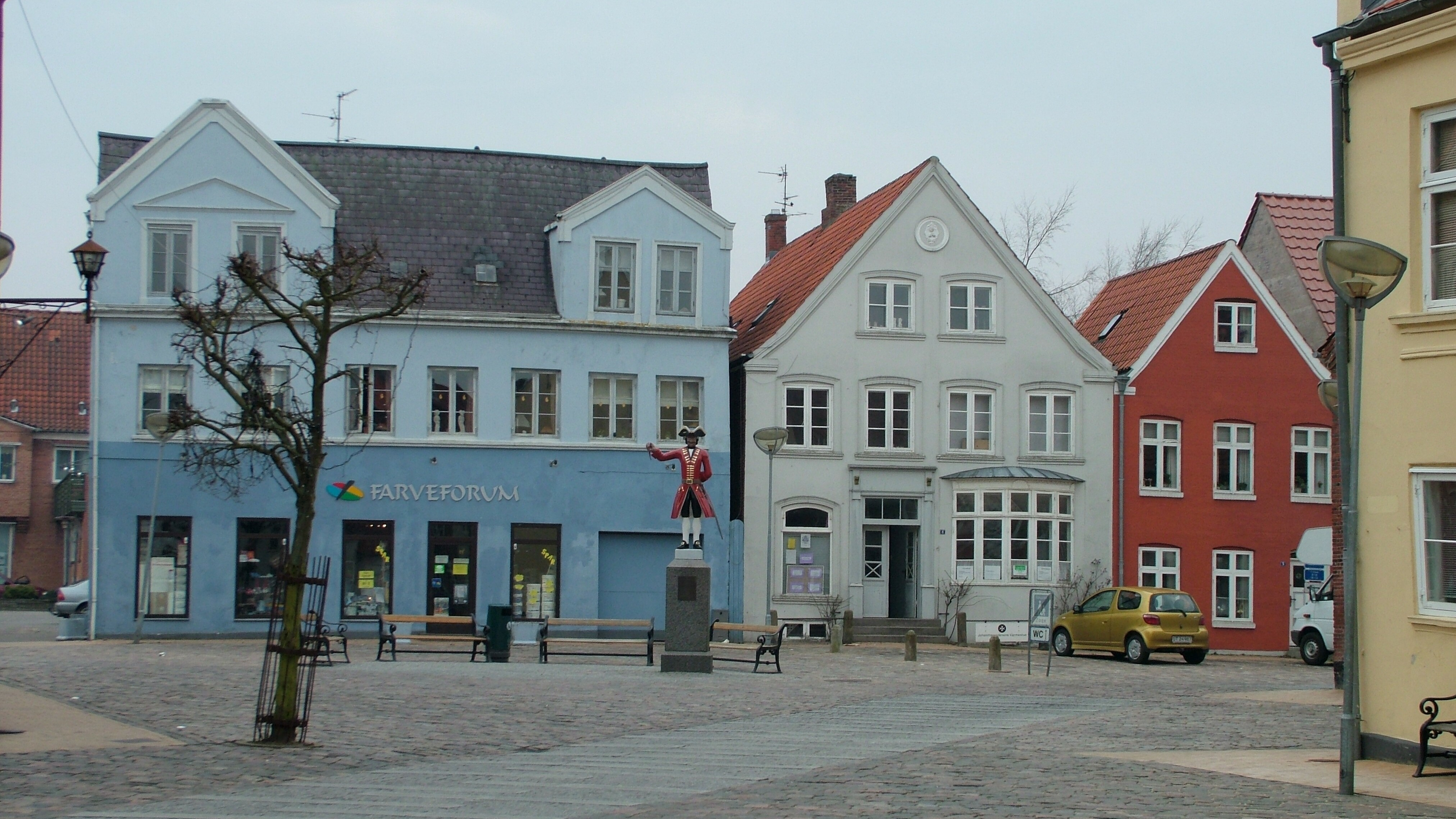
퇴네르에 있는 시장 풍경

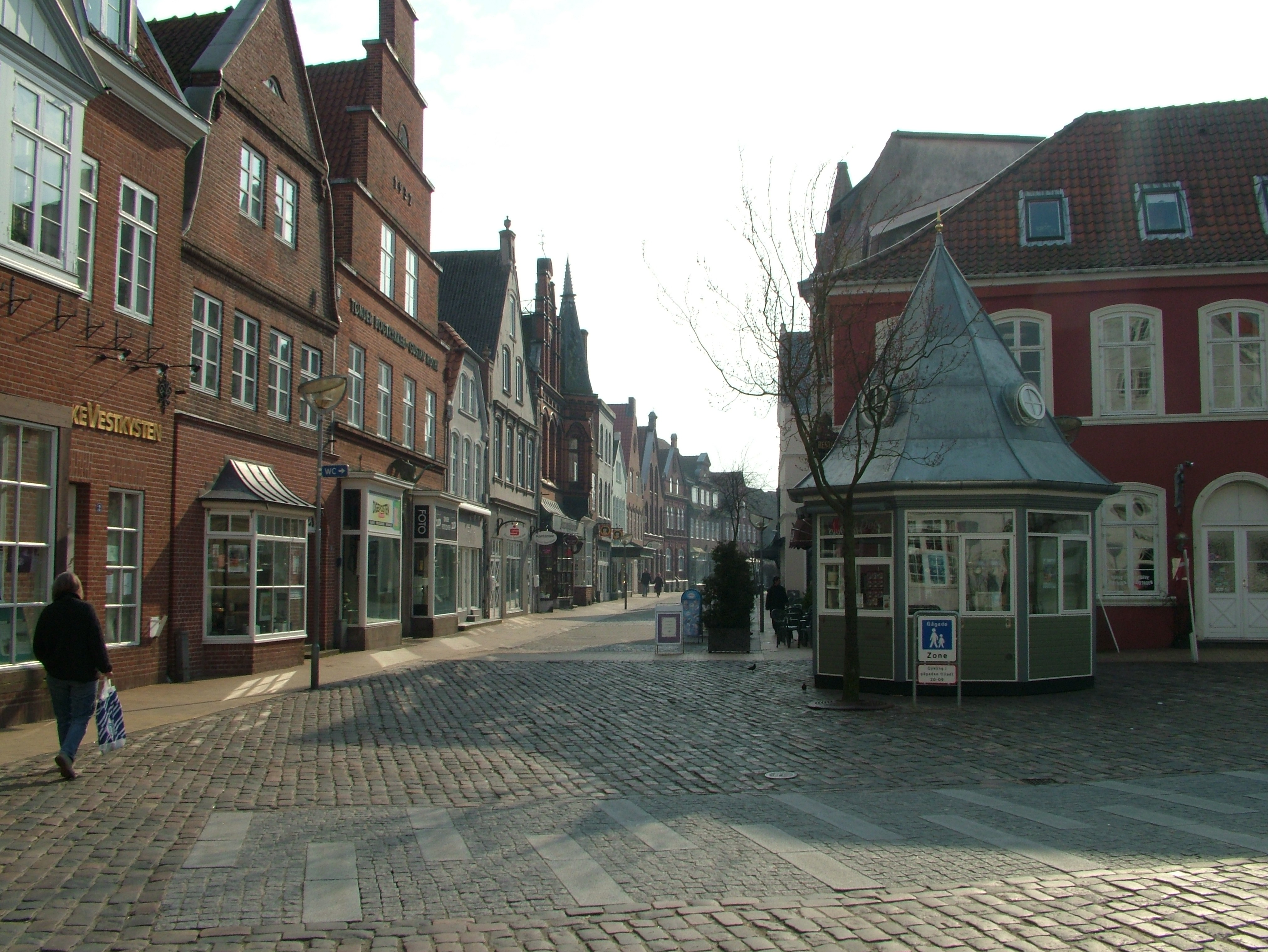
퇴네르의 거리 풍경

퇴네르(덴마크어: Tønder, 독일어: Tondern)는 덴마크 남부 윌란반도(유틀란트반도) 남서부에 위치한 도시로 인구는 7,690명(2011년 1월 1일 기준)이며 행정 구역상으로는 남덴마크 지역 퇴네르 시에 속한다.
1864년까지는 슐레스비히 공국(公國)의 도시였으며 1864년~1920년 사이에는 프로이센 왕국과 독일 제국의 도시였다. 1920년의 '북부 슐레스비히를 덴마크에 편입시키는 것'에 관련된 슐레스비히 주민 투표에서 퇴네르 주민의 76.5%가 덴마크로의 편입을 지지했으며 23.5%가 독일에의 잔류를 지지했다.